# Próchnilec gałęzisty

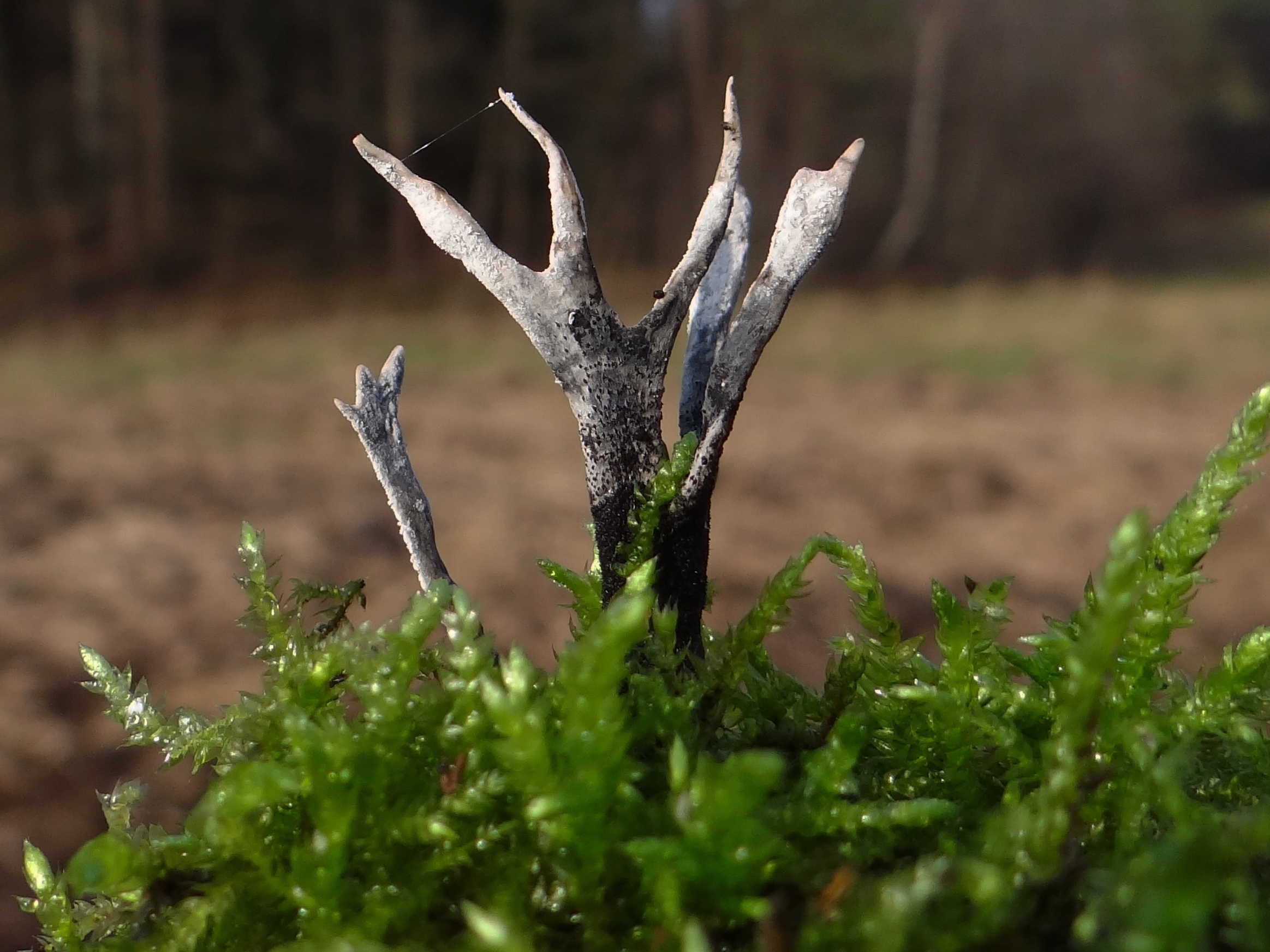

Próchnilec gałęzisty (Xylaria hypoxylon (L.) Grev.) – gatunek grzybów z rodziny próchnilcowatych (Xylariaceae).

## Systematyka i nazewnictwo
Pozycja w klasyfikacji według Index Fungorum: Xylaria, Xylariaceae, Xylariales, Xylariomycetidae, Sordariomycetes, Pezizomycotina, Ascomycota, Fungi.
Po raz pierwszy takson ten zdiagnozował w 1753 r. Karol Linneusz, nadając mu nazwę Clavaria hypoxylon. Obecną nazwę nadał mu w 1824 r. Robert Kaye Greville, przenosząc go do rodzaju Xylaria. Niektóre synonimy nazwy naukowej:

- Clavaria hypoxylon L. 1753
- Sphaeria hypoxylon (L.) Pers. 796
- Sphaeria ramosa Dicks.
- Xylaria adscendens (Fr.) Fr. 1851
- Xylosphaera hypoxylon (L.) Dumort. 1822

## Morfologia
Owocnikuje na łopatkowatej, bardzo twardej, ale niełamiącej się przy zginaniu podkładce, biało obsypanej przez zarodniki. Podkładka na dole jest czarna, u góry białoszara. Zazwyczaj osiąga do 2 cm wysokości, jednak w szczególnie dobrych warunkach czasami aż do 8 cm. Szerokość gałązek wynosi 3–5 mm. Czasami gałązki nie są rozgałęzione. Na ich górnej części wiosną, rzadziej jesienią powstają w otoczniach worki z zarodnikami. Po wytworzeniu i rozsianiu się zarodników grzyb traci jasną barwę Konidia są bezbarwne, gładkie, eliptyczne lub wydłużone. Askospory o nerkowatym kształcie, czarnej, gładkiej powierzchni i rozmiarach 14–10 × 6–4 μm.
Podobny jest próchnilec owocolubny (Xylaria carpophila). Wyrasta na próchniejących owocach buka.

## Występowanie i siedlisko
Występuje w Ameryce Północnej i Środkowej, Europie, Azji, Afryce Północnej, Australii i na wielu wyspach. W Polsce jest pospolity.
Nadrzewny grzyb saprotroficzny, Rośnie głównie na zrzezach pni różnych drzew liściastych, rzadko na drewnie drzew iglastych.
Grzyb niejadalny.

## Związki chemiczne
Zidentyfikowano różne substancje chemiczne zawarte w grzybie wykazujące różne właściwości in vitro. Związki xylarial A i B cechują się umiarkowaną aktywnością cytotoksyczną na linie komórkowe Hep G2 raka wątrobowokomórkowego. Pochodne pironu: xylaron oraz 8,9-dehydroxylaron również wykazują aktywność cytotoksyczną. W próchnilcu gałęzistym zidentyfikowano także kilka cytochalazyn – związków wiążących aktynę w tkance mięśniowej. Występuje w nim także wiążące węglowodany białko – lektyna, cechująca się unikalną swoistością cukru i wykazująca silne działanie przeciwnowotworowe w liniach komórkowych różnych nowotworów.